# Biserica Iezuiților din Mannheim

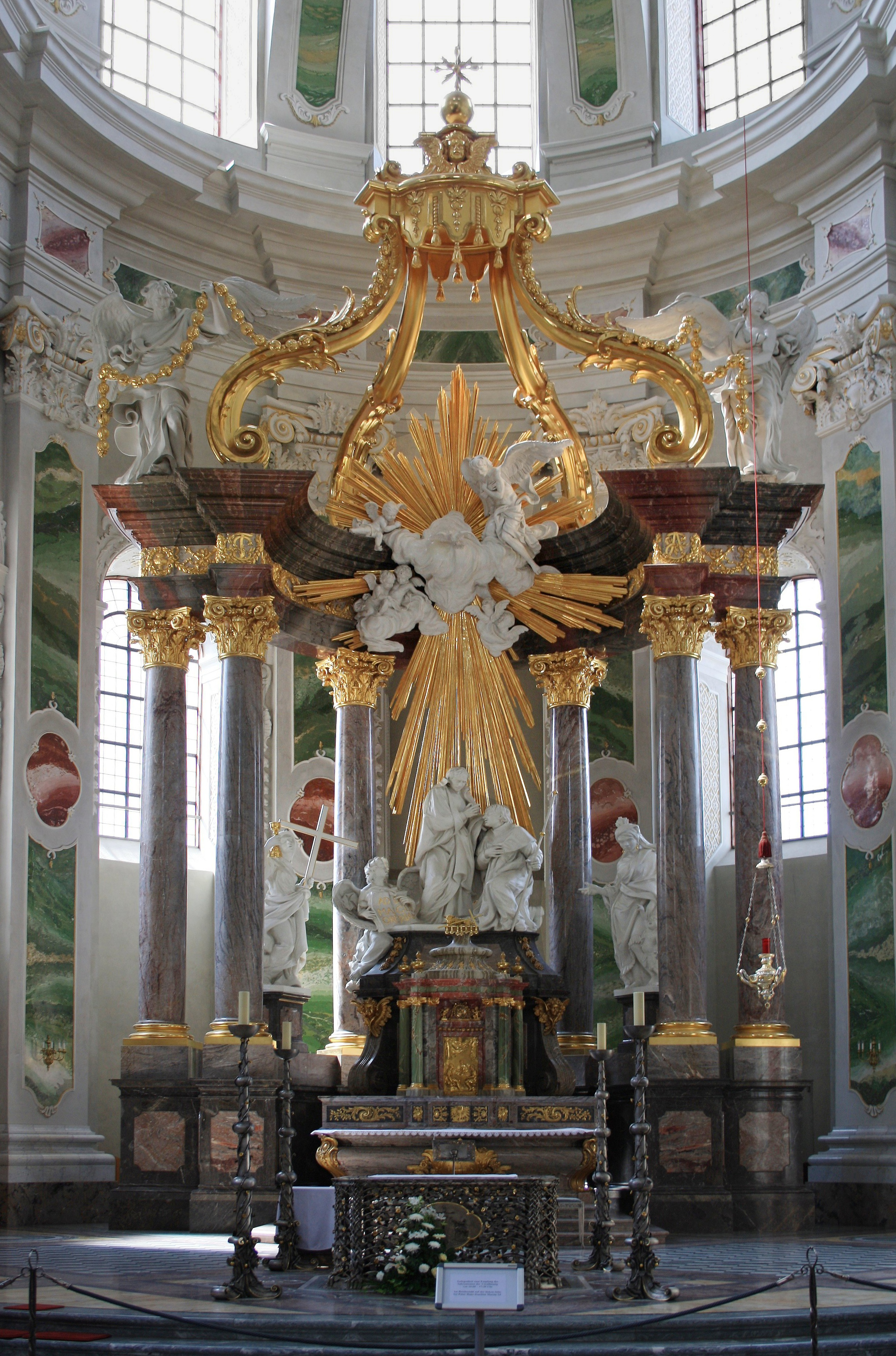
Altarul principal

Biserica Iezuiților, cu hramurile Ignațiu de Loyola și Francisc Xavier (în germană Die Jesuitenkirche St. Ignatius und Franz Xaver), este o biserică romano-catolică din centrul orașului Mannheim, Germania. Este considerată drept cea mai importantă biserică barocă din sud-vestul Germaniei.

## Istoric
Domnitorul Carol Filip, principe elector al Palatinatului, a mutat reședința de la Heidelberg la Mannheim în 1720. În anul 1727 a dăruit iezuiților un teren în apropierea șantierului castelui pentru un colegiu și un lăcaș de cult. Piatra de temelie a bisericii a fost pusă în 1733. Dar din cauza problemelor financiare - Carol Filip și ulterior Carol Teodor au finanțat în mare măsură construcția - lucrările nu au început până în 1738. Prima slujbă a avut loc în 1756. În anul 1760 biserica a fost consacrată de episcopul Iosif Ignaț Filip de Hessa-Darmstadt.
Arhitecții Alessandro Galli da Bibiena, Guillaume d'Hauberat, Nicolas de Pigage și Franz Wilhelm Rabaliatti au fost implicați în planificarea și construierea biserici. În interior au lucrat Peter Anton von Verschaffelt (altare), Paul Egell (reliefuri), Egid Quirin Asam (fresce), Philipp Hieronymus Brinckmann (fresce) și Johann Matthäus van den Branden (lucrări din lemn).
În timpul celui de-Al Doilea Război Mondial biserica a fost distrusă în mare parte. După război, clădirea a fost reconstruită până în 1960. Abia în 1997 a fost restaurat altarul principal.

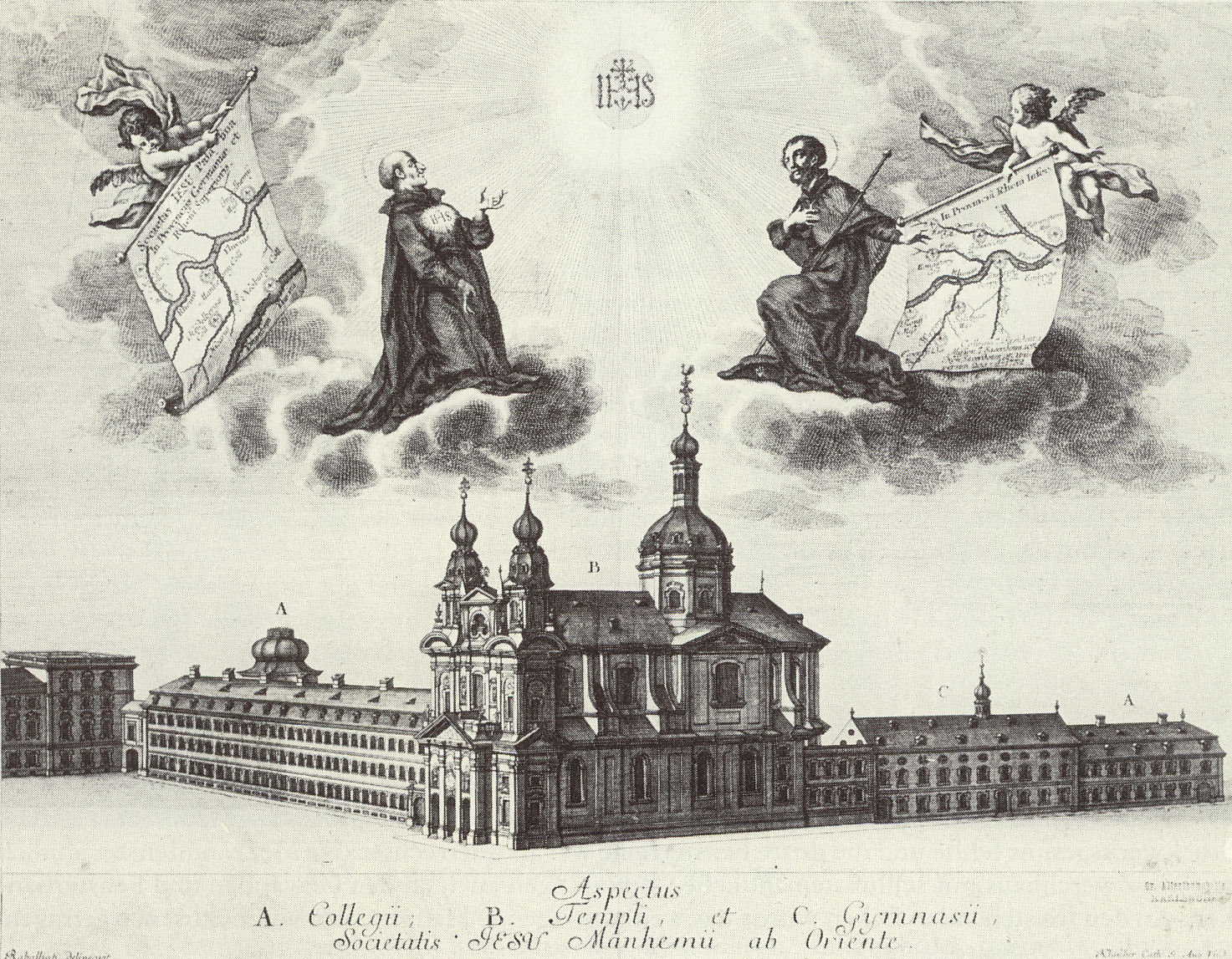
În 1753
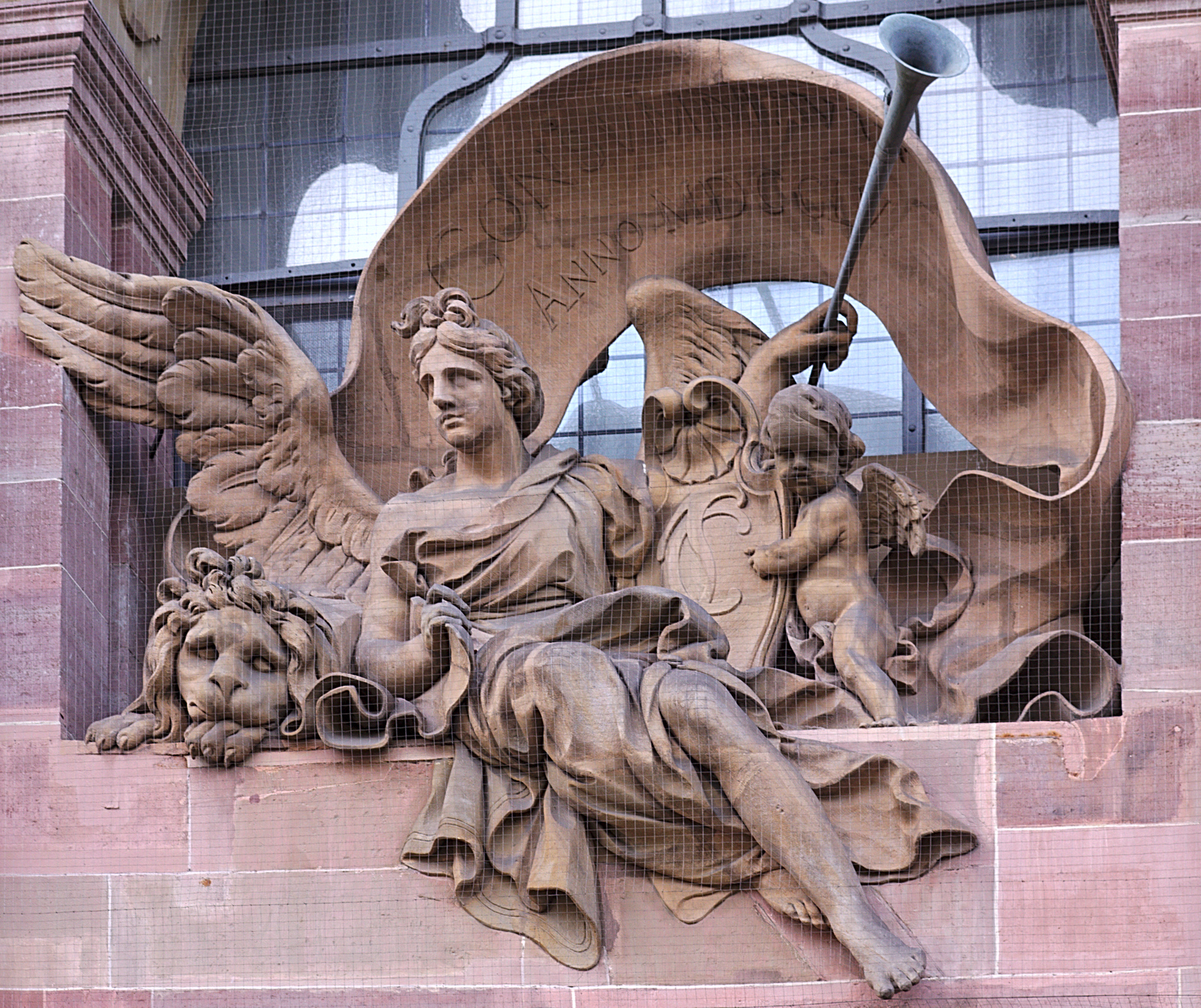
„Faima”
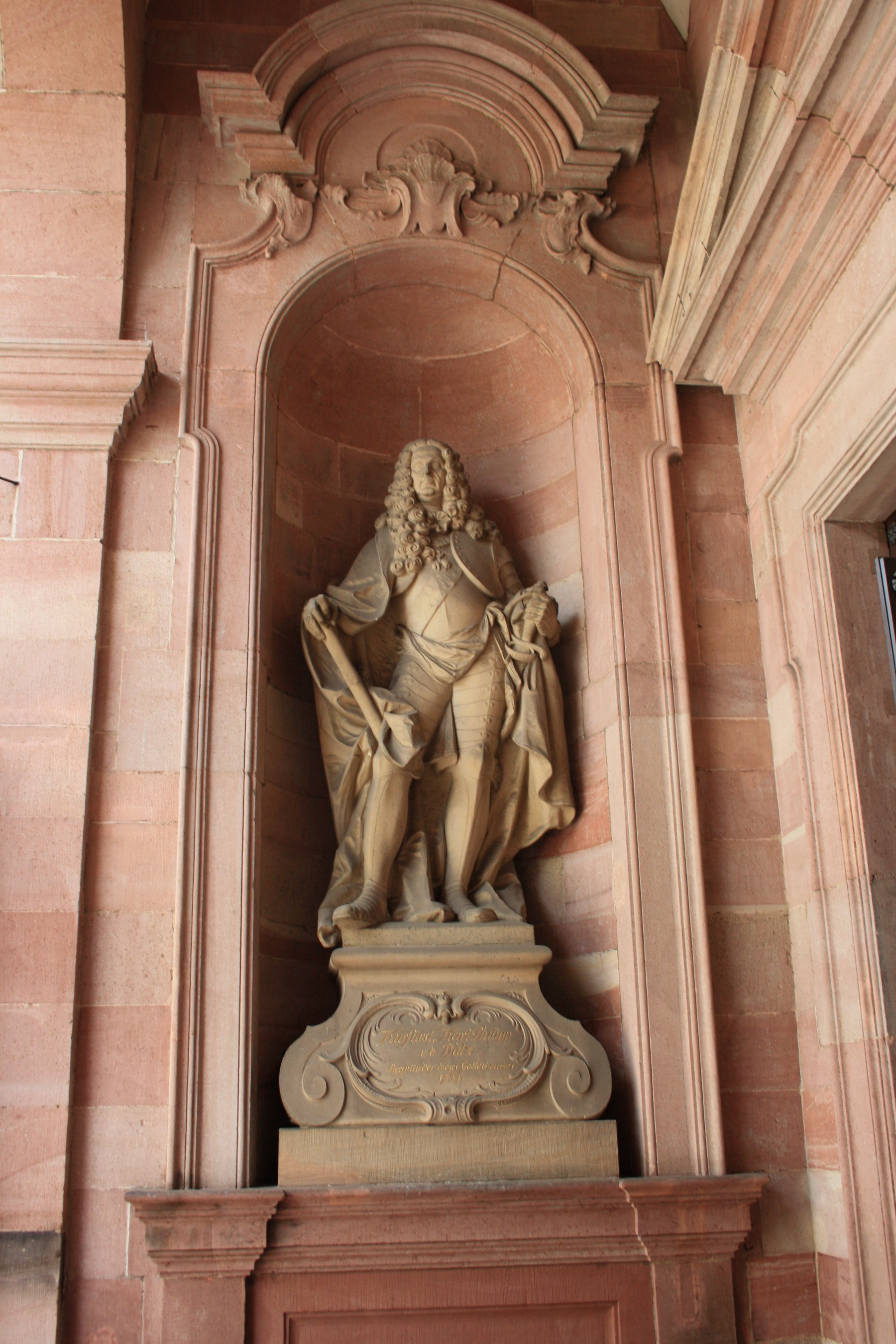
Carol Filip
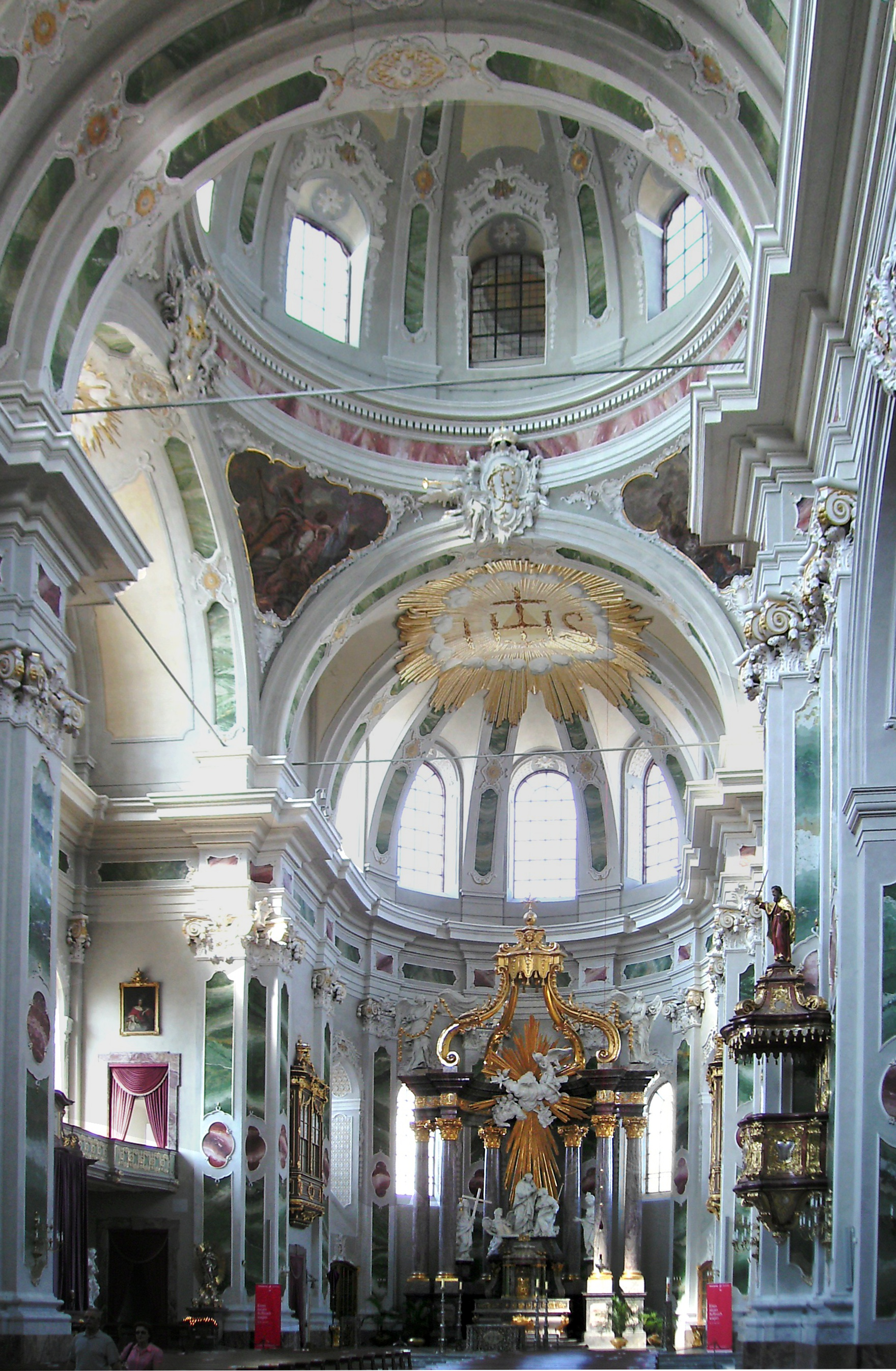
Interior
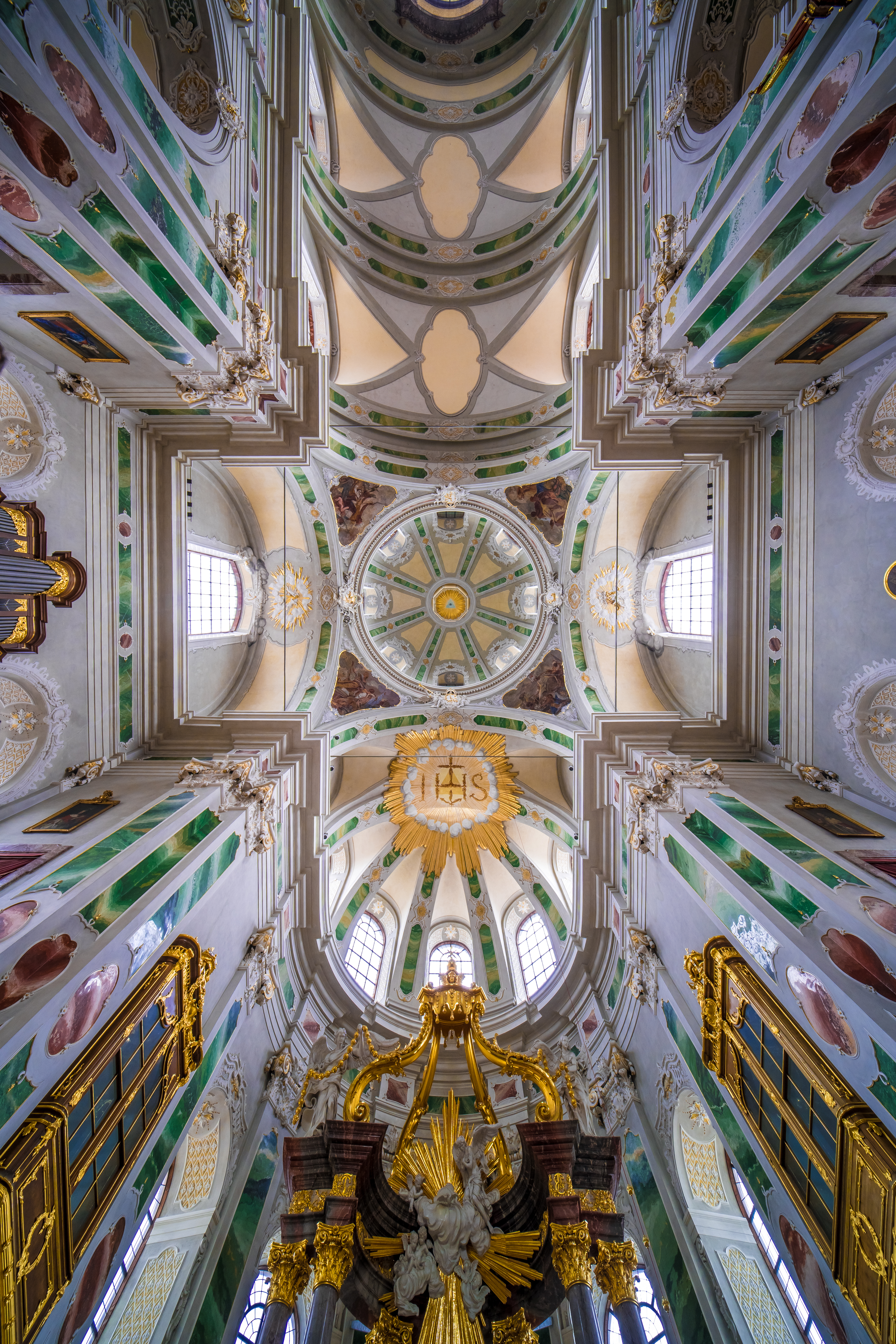
Cupola
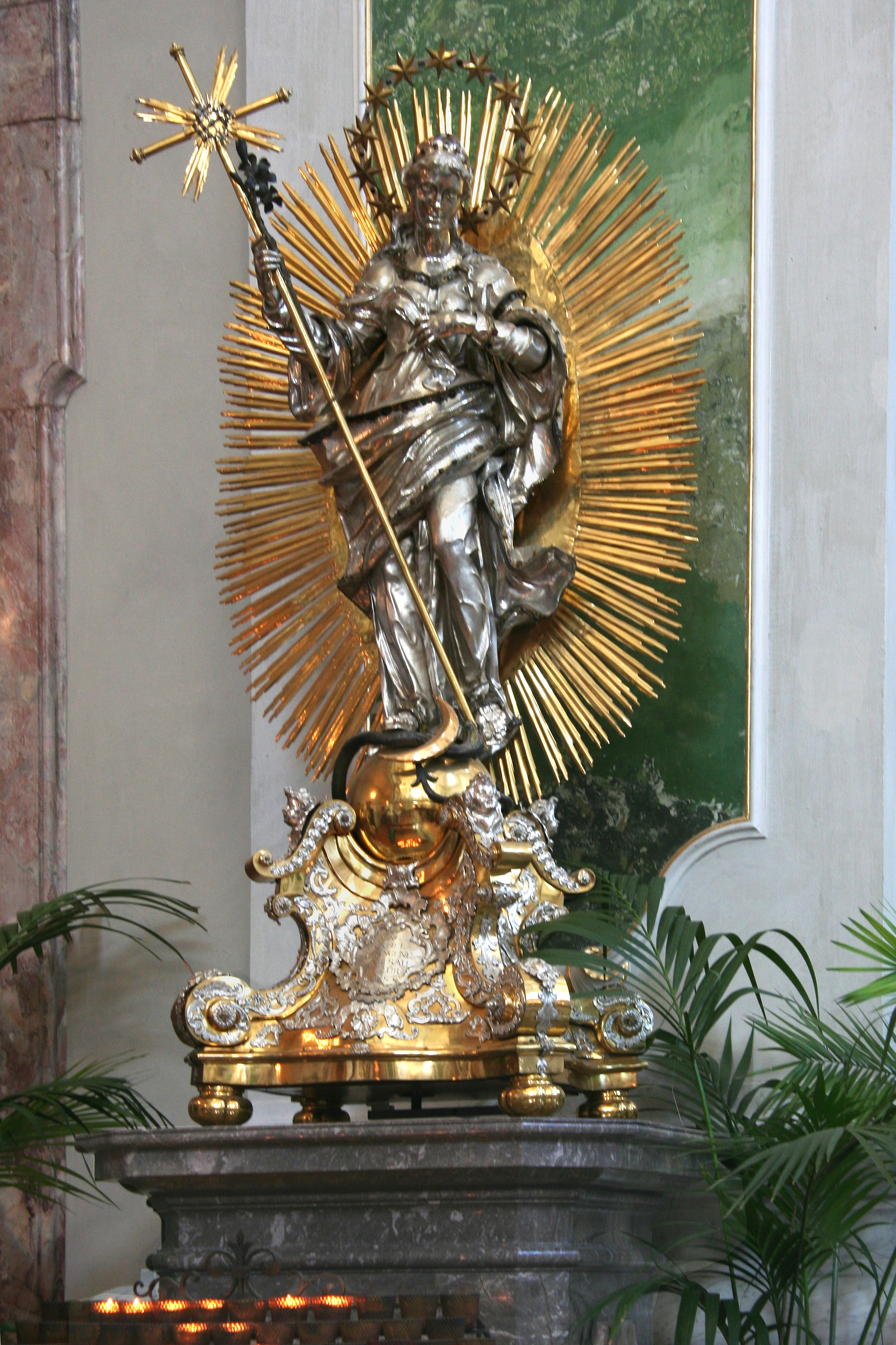
Imaculata
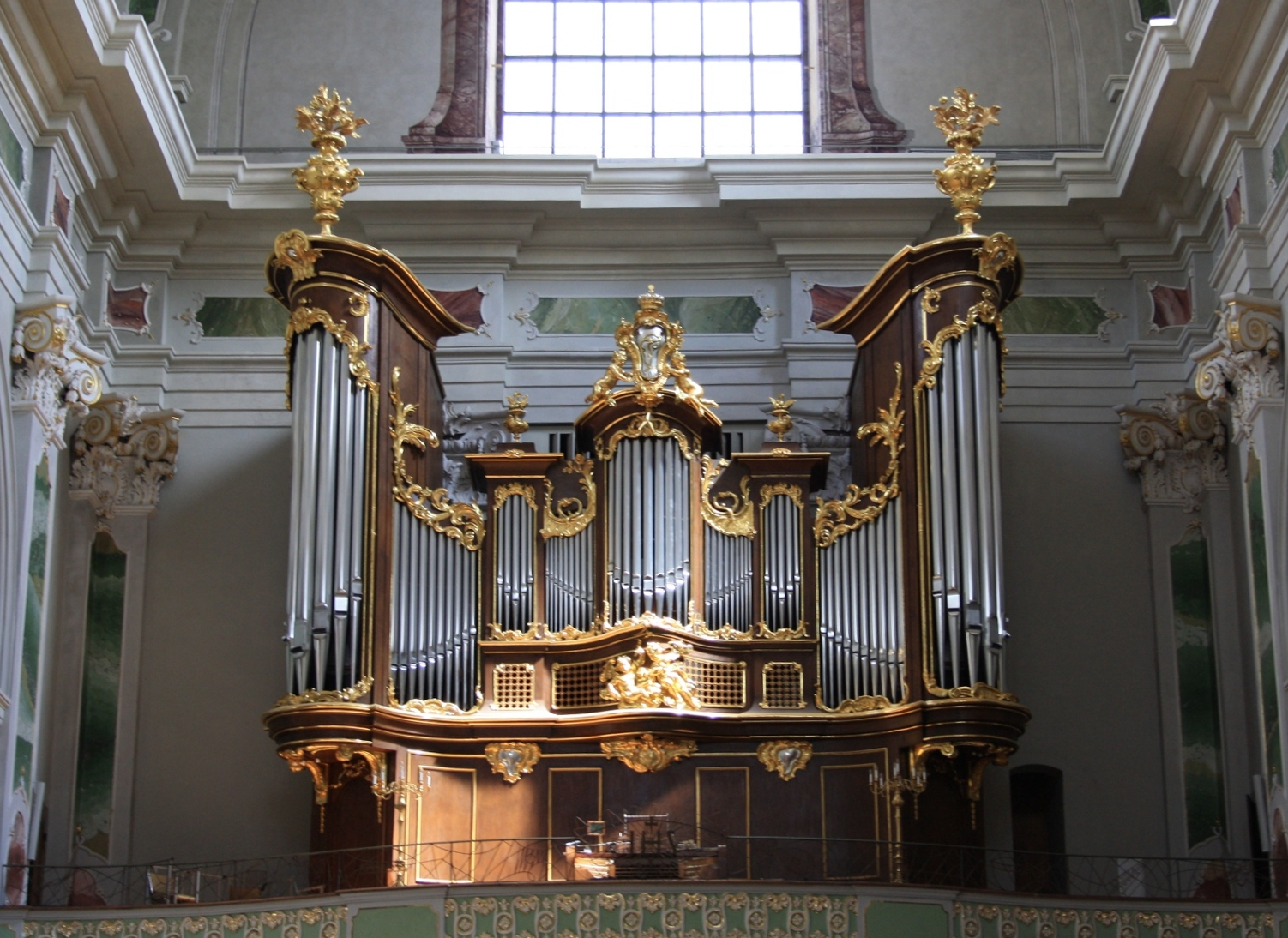
Orga principală
- Clopote